# Stenogobius fehlmanni
Stenogobius fehlmanni är en fiskart som beskrevs av Watson, 1991. Stenogobius fehlmanni ingår i släktet Stenogobius och familjen smörbultsfiskar. IUCN kategoriserar arten globalt som livskraftig. Inga underarter finns listade i Catalogue of Life.